# Cichladuse à queue rousse
Cichladusa ruficauda
Espèce
Statut de conservation UICN

LC : Préoccupation mineure
La Cichladuse à queue rousse (Cichladusa ruficauda) est une espèce de passereaux de la famille des Muscicapidae.
Son aire s'étend du sud du Gabon au nord-ouest de la Namibie, avec une population isolée autour de Bangui (Centrafrique).
Elle peuple notamment les forêts clairsemées de palmiers.